# Louis Durante
Pour les articles homonymes, voir Durante.
Œuvres principales
« La chorographie du comté de Nice, depuis sa fondation jusqu'à l'année 1792 », 1847.
Louis Durante, aussi appelé par son titre protocolaire il barone Luigi Louis Durante en italien, ou le baron Louis Durante en français, né le 23 juillet 1781 à Nice (alors comté de Nice des États de Savoie) et mort le 9 mai 1852 également à Nice (alors division de Nice du royaume de Sardaigne), est un aristocrate, militaire, diplomate et écrivain niçois et italien du dix-neuvième siècle.

## Biographie
Pendant l'époque post-révolutionnaire de l'exil de la couronne du royaume de Sardaigne sous le premier Empire français jusqu'à la restauration de 1814, Louis Durante débute comme secrétaire protocolaire et diplomatique, puis entre dans les compagnies militaires des dragons piémontais de Sardaigne dont il sortira au grade de Capitaine des régiments de la chasse Alpine. Au retour au pouvoir de la restauration, il refuse une carrière politique pour devenir pendant sept ans jusqu'en 1822 secrétaire général du gouvernement du Comté de Nice auprès de la couronne piémontaise du royaume de Sardaigne. Il choisit, en 1824 le poste d'"Inspecteur royal des bois et forets" et vit entre son palazzo baroque de Nice et les villages de l'arrière-pays Niçois et du Piémont dont il devient un spécialiste des traditions médiévales. 
Devenu écrivain, il se révèle l'auteur d'une large collection de livres historiques. Son œuvre majeure, une fresque historique qui nécessita plus de dix années de recherches et d'écriture, « La chorographie du comté de Nice, depuis sa fondation jusqu'à l'année 1792 » est un dialogue direct avec le Roi piémontais de Sardaigne Charles-Albert de Savoie, à qui l'œuvre est frontalement dédicacée dans son chapitre premier.
L'ouvrage parait enfin en 1847 alors que le Baron Durante a déjà 56 ans. Il devient l'année suivante correspondant et professeur pour l'université des sciences de Turin. Rédigé comme un chant d'amour, dans une langue italienne très poétisée, sa création devient une référence autant pour les historiens, que pour la sensibilité indépendantiste du Pays Niçois ou le mouvement pour l'unification de l'Italie. Plus tard, sa résonance en fait une des sources d'inspirations diffuses de l'obédience Garibaldienne niçoise du Risorgimento italien, lequel influencera la création du royaume d'Italie unifié à Turin en 1861. 
Le destin de l'œuvre historique du Baron Durante sera dès lors indissociable de l'évolution politique complexe et à rebondissements du Comté de Nice et de la création de l'Italie unifiée. Le livre "passera sous le manteau" après l'annexion de Nice par la France, neuf ans après sa mort en 1861, sous le régime second Empire français de Napoléon III. Jugé trop pro-indépendantiste et trop pro-italien, au passage du dix-neuvième siècle au vingtième, le Baron Durante n'est pas du tout perçu de la même façon d'un regard italien ou français sous un angle politique et philosophique. Vu d'Italie, un respecté Baron du royaume de Sardaigne à Turin, protagoniste et source d'inspiration du début du risorgimento et de la création de l'Italie unifiée en 1861, un écrivain historique respecté, et un diplomate. Vu de Paris, sous la IIIe république française, c'est « un aristocrate fantasque et excentrique, un Baron de l'ancien régime d'une époque révolue, un dandy italien de la riviera à la vie sentimentale libertine et sulfureuse, qui ne parle même pas français et ne mérite que l'oubli » (comme l'écrira péjorativement dans "La chronique de Paris" à la sortie de son livre, un critique littéraire parisien de l'époque). Surnommé « Il Barone nero e rosso » pour avoir, dans sa jeunesse, combattu dans les maquis des barbets, le Baron Durante apparaît comme un personnage inclassable et controversé de l'histographie et de l'identité du Païs Nissart, du Piémont et de l'Italie alpine. 
Une avenue, reliant la gare au quartier des musiciens, portera finalement son nom dans sa cité natale de Nice.
Il est élu le 6 mai 1827 à l'Académie des sciences, belles-lettres et arts de Savoie, avec pour titre académique Correspondant.

## Œuvres
- "Les guerres et leurs conséquences dans le Comté de Nice au XVIIIe siècle", 1827, bibliothèque Royale de Turin
- "La dédition de Nice à la Savoie", 1835, éditions universitaires de Nice
- "Nouvelles histoires", 1837, éditions Favale Turin
- "Essai sur l'histoire de Nice", 1841, éditions Favale, Turin (3 volumes, sous le nom de "Chevalier Durante de Saint-Lazare et Saint-Maurice")
- "La chorographie du comté de Nice, depuis sa fondation jusqu'à l'année 1792", 1847, éditions Favale, Lyon-Turin